# Niviaq Korneliussen
Niviaq Korneliussen (Nanortalik, 27 de enero de 1990) es una escritora groenlandesa que escribe en groenlandés y danés. Su primera novela, publicada en 2014, HOMO sapienne, fue escrita y publicada en groenlandés, así como en una traducción al danés de la autora.

## Trayectoria
Korneliussen nació en Nanortalik. Estudió ciencias sociales en la Universidad de Groenlandia y psicología en la Universidad de Aarhus, aunque terminó abandonando ambos programas al comenzar su carrera como escritora.
En 2012 participó en Allatta! un proyecto de escritura que anima a los jóvenes groenlandeses a escribir textos que reflejen sus vidas. Su cuento, San Francisco, fue uno de los 10 obras publicadas en groenlandés y danés en la antología del proyecto de 2013.
Su primera novela de 2014, Homo Sapienne, se centra en las vidas de cinco jóvenes adultos en Nuuk. Destacó tanto el uso de técnicas modernas de narración como por su representación de las personas LGBTQ+ en la sociedad groenlandesa. Afirmó que, como lesbiana, le era importante escribir sobre la vida gay en Groenlandia ya que nunca había encontrado nada sobre homosexualidad en la literatura groenlandesa.
HOMO sapienne fue nominado al Premio de Literatura del Consejo Nórdico y al Premio de Literatura Politiken en 2015. Se publicó en inglés, francés, alemán, sueco, noruego y rumano.
En 2020 publicó Naasuliardarpi en groenlandés y Blomsterdalen, su traducción al danés, que ganó el Premio de Literatura del Consejo Nórdico en 2021. En 2022, el ministro de Cultura de Groenlandia le entregó un premio por su obra.La editorial Sexto Piso publicó esta obra traducida al español por Blanca Ortiz Ostalé con el título de El Valle de las Flores en 2025. 